# Cabinet Kretschmann III
Pour les articles homonymes, voir Cabinet Kretschmann.
Land de Bade-Wurtemberg
Kretschmann II 
Le cabinet Kretschmann III (en allemand : Kabinett Kretschmann III) est le gouvernement du Land de Bade-Wurtemberg depuis le 11 mai 2021, sous la 17e législature du Landtag.

## Historique du mandat
Ce gouvernement est dirigé par le ministre-président écologiste sortant Winfried Kretschmann, au pouvoir depuis 2011. Il est constitué et soutenu par une « coalition verte-noire » entre l'Alliance 90 / Les Verts (Grünen) et l'Union chrétienne-démocrate d'Allemagne (CDU). Ensemble, ils disposent de 100 députés sur 154, soit 64,9 % des sièges du Landtag.
Il est formé à la suite des élections régionales du 14 mars 2021.
Il succède donc au cabinet Kretschmann II, constitué de la même coalition.

### Formation
Au cours du scrutin, les Grünen confirment leur position de premier parti au Landtag tandis que la CDU recule et que la progression du Parti libéral-démocrate (FDP) permet d'envisager la formation d'une « coalition en feu tricolore » avec également le Parti social-démocrate d'Allemagne (SPD).
Après avoir tenu des entretiens exploratoires avec la CDU d'un côté, le SPD et le FDP de l'autre, la direction régionale des Grünen prend la décision le 1er avril d'ouvrir des négociations avec l'Union chrétienne-démocrate. Bien qu'une partie de l'exécutif des Verts se soit montrée favorable à une alliance avec le Parti social-démocrate et le Parti libéral, la majorité se range derrière l'opinion de Winfried Kretschmann. Les discussions entre les deux partenaires aboutissent un mois plus tard à la signature d'un nouvel accord de coalition.
Le 11 mai, Winfried Kretschmann est réélu ministre-président par le Landtag avec 95 voix favorables, 55 députés ayant voté contre lui.

## Composition
- Les nouveaux ministres sont indiqués en gras, ceux ayant changé d'attributions en italique.

| Poste                                                                                    | Ministre | Ministre                                              | Parti  |
| ---------------------------------------------------------------------------------------- | -------- | ----------------------------------------------------- | ------ |
| Ministre-président                                                                       |          | Winfried Kretschmann                                  | Grünen |
| Vice-ministre-président Ministre de l'Intérieur, du Numérique et des Affaires communales |          | Thomas Strobl                                         | CDU    |
| Ministre des Finances                                                                    |          | Danyal Bayaz                                          | Grünen |
| Ministre de l'Économie, du Travail et du Tourisme                                        |          | Nicole Hoffmeister-Kraut                              | CDU    |
| Ministre de la Justice et des Migrations                                                 |          | Marion Gentges                                        | CDU    |
| Ministre de l'Éducation, de la Jeunesse et des Sports                                    |          | Theresa Schopper                                      | Grünen |
| Ministre de la Science, de la Recherche et de la Culture                                 |          | Theresia Bauer (jusqu'au 28/09/2022) Petra Olschowski | Grünen |
| Ministre des Affaires sociales, de la Santé et de l’Intégration                          |          | Manfred Lucha                                         | Grünen |
| Ministre des Transports                                                                  |          | Winfried Hermann                                      | Grünen |
| Ministre de l'Environnement, du Climat et de l’Énergie                                   |          | Thekla Walker                                         | Grünen |
| Ministre de l'Alimentation, du Milieu rural et de la Protection des consommateurs        |          | Peter Hauk                                            | CDU    |
| Ministre du Développement régional et du Logement                                        |          | Nicole Razavi                                         | CDU    |